# Jacques Joseph van den Hecke
Jacques Joseph Jean Louis Van den Hecke, ook Van den Hecke della Faille, (Gent, 25 juli 1777 - 2 december 1849) was een Belgisch senator en burgemeester.

## Levensloop
Jonkheer Jacques Van den Hecke was een zoon van Louis-Bernard van den Hecke (1747-1828), heer van Lembeke en erfachtig ontvanger en thesaurier van de Oudburg in Gent, en van Barbara Papeians de Morchoven dit van der Strepen (1752-1829). Hij trouwde in 1808 met Marie-Rosalie della Faille d'Assenede (1782-1843), dochter van graaf Joseph-Sébastien della Faille d'Assenede en van Marie-Colette d'Hane de Leeuwergem. Tijdens het huwelijksfeest werd, naar men vertelde, een nogal schuin liedje gezongen. Ze kregen vier dochters en een zoon. De oudste dochter, Esther van den Hecke (1809-1886) trouwde met volksvertegenwoordiger en senator Hippolyte Van de Woestyne.
Jacques van den Hecke verkreeg in 1816 adelserkenning. 
Van 1820 tot 1836 was hij lid van de Provinciale Staten van de Nederlandse, later Belgische provincie Oost-Vlaanderen. Tevens was hij van 1830 tot 1836 lid van het Comité de Conservation, dat tijdelijk voor de Belgische secessionisten de provincie bestuurde, en van 1836 tot 1844 provincieraadslid en bestendig afgevaardigde.
Hij was burgemeester van Lembeke (1805-1836) en gemeenteraadslid van Gent (1831-1836). 
Hij was korte tijd, van augustus 1831 tot mei 1832, katholiek senator voor het arrondissement Eeklo.